# 老风口林场
老风口林场，是中华人民共和国新疆维吾尔自治区塔城地区托里县下辖的一个乡镇级行政单位。

## 行政区划
老风口林场下辖以下地区：
老风口林场虚拟生活区。